# Andreas Kofler
Andreas (Andi) Kofler (Rum, 17 mei 1984) is een Oostenrijks schansspringer. Hij werd in 2006 vice-olympisch kampioen op de grote schans en behaalde goud met het Oostenrijkse team. Kofler won in 2010 het vierschansentoernooi.

## Carrière
Andreas Kofler maakte zijn debuut in de wereldbeker op 29 november 2002 bij de wedstrijden in Kuusamo. Hij werd de eerste dag meteen zestiende; een dag later kon hij die prestatie echter niet herhalen en werd hij 41e. Nog geen maand later stond Kofler voor het eerst op het podium van een wereldbekerwedstrijd. Hij deed dat in Titisee-Neustad, waar hij derde werd na zijn landgenoten Martin Höllwarth en Andreas Goldberger.
Het duurde tot het seizoen 2005/2006 alvorens Kofler met de wedstrijd in Willingen zijn eerste individuele wereldbeker won. Twee weken later werd hij bij de Olympische Winterspelen 2006 tweede op de grote schans op amper een tiende punt van zijn landgenoot Thomas Morgenstern. Twee dagen later veroverde hij samen met Thomas Morgenstern, Martin Koch en Andreas Widhölzl goud in de landenwedstrijd.
Kofler was in het seizoen daarop vooral succesvol met het Oostenrijkse team, maar individuele wereldbekeroverwinningen behaalde hij niet.
Bij de openingswedstrijd van het Vierschansentoernooi 2008 kwam Kofler ten val. Hij raakte niet ernstig geblesseerd, maar kon dat seizoen geen goede resultaten meer neerzetten. Ook het daaropvolgende seizoen kwam hij amper tot goede resultaten. Enkel bij de wedstrijd in Lahti behaalde hij een plaats in de top tien. Hij werd dan ook niet geselecteerd voor de wereldkampioenschappen schansspringen 2009.
Kofler vond zijn vorm terug in het seizoen 2009/2010. Hij haalde de top zeven in de eerste zeven wedstrijden van het seizoen. Bij het Vierschansentoernooi 2010 won hij overtuigend de openingsmanche in Oberstdorf: met sprongen van 125 en 134 meter bleef hij Janne Ahonen 11,9 punten voor. In de daaropvolgende wedstrijden in Garmisch-Partenkirchen en Innsbruck werd hij telkens vierde, waardoor hij zijn leidersplaats in het Vierschansentoernooi kon behouden. Kofler, die in het verleden vaak blijk had gegeven niet goed met druk om te kunnen, hield ook stand in de slotmanche van Bischofshofen, waar hij vijfde werd.
Hij behaalde met zijn overwinning in het Vierschansentoernooi zo de grootste triomf uit zijn carrière.
Bij de FIS Team Tour 2010 kwam Kofler zwaar ten val tijdens de training in Oberstdorf. Hij werd per helikopter afgevoerd naar het ziekenhuis, maar na grondig onderzoek bleek hij geen ernstige verwondingen te hebben opgelopen.

## Belangrijkste resultaten

### Wereldkampioenschappen schansspringen
| Jaar | Plaats               | Resultaten                                                         |
| ---- | -------------------- | ------------------------------------------------------------------ |
| 2003 | Val di Fiemme Italië | 5e landenwedstrijd                                                 |
| 2007 | Sapporo Japan        | 8e grote schans · 6e normale schans · landenwedstrijd grote schans |

### Wereldkampioenschappen skivliegen
| Jaar | Plaats                     | Resultaten                                   |
| ---- | -------------------------- | -------------------------------------------- |
| 2006 | Bad Mitterndorf Oostenrijk | 14e individuele wedstrijd 4e landenwedstrijd |
| 2008 | Oberstdorf Duitsland       | 16e individuele wedstrijd · landenwedstrijd  |
| 2010 | Planica Slovenië           | landenwedstrijd                              |

### Olympische Winterspelen
| Jaar | Plaats           | Resultaten                                             |
| ---- | ---------------- | ------------------------------------------------------ |
| 2006 | Turijn Italië    | 11e normale schans · grote schans · landenwedstrijd    |
| 2010 | Vancouver Canada | 19e normale schans · 4e grote schans · landenwedstrijd |

### Wereldbeker

#### Eindstand algemene wereldbeker
| Seizoen   | Plaats |
| --------- | ------ |
| 2002/2003 | 16e    |
| 2003/2004 | 21e    |
| 2004/2005 | 40e    |
| 2005/2006 | 7e     |
| 2006/2007 | 7e     |
| 2007/2008 | 13e    |
| 2008/2009 | 36e    |
| 2009/2010 | 4e     |
| 2010/2011 | 4e     |

#### Eindstand Vierschansentoernooi
| Editie | Plaats |
| ------ | ------ |
| 2003   | 4e     |
| 2004   | 30e    |
| 2005   | 50e    |
| 2006   | 8e     |
| 2007   | 12e    |
| 2008   | 30e    |
| 2009   | 28e    |
| 2010   | 1e     |

#### Individuele wereldbekeroverwinningen
laatst bijgewerkt op 9 december 2012
| Datum            | Plaats      | Schans |
| ---------------- | ----------- | ------ |
| 4 februari 2006  | Willingen   | LH     |
| 28 november 2010 | Kuusamo     | LH     |
| 19 december 2010 | Engelberg   | LH     |
| 16 januari 2011  | Sapporo     | LH     |
| 27 november 2011 | Kuusamo     | LH     |
| 3 december 2011  | Lillehammer | NH     |
| 4 december 2011  | Lillehammer | LH     |
| 18 december 2011 | Engelberg   | LH     |
| 4 januari 2012   | Innsbruck   | LH     |
| 9 december 2012  | Sotsji      | NH     |
| 15 december 2012 | Engelberg   | LH     |

| Logo van de Olympische Spelen | Goud | Zilver | Brons | Logo van de Olympische Spelen |
|                               | 2    | 1      | 0     |                               |

1988: Nikkola, Nykänen, Ylipulli, Puikkonen ·
1992: Nikkola, Laitinen, Laakkonen, Nieminen ·
1994: Jäkle, Duffner, Thoma, Weissflog ·
1998: Okabe, Saito, Harada, Funaki ·
2002: Hannawald, Hocke, Uhrmann, Schmitt ·
2006: Widhölzl, Kofler, Koch, Morgenstern ·
2010: Loitzl, Kofler, Morgenstern, Schlierenzauer ·
2014: Wank, Kraus, Wellinger, Freund ·
2018: Tande, Stjernen, Forfang, Johansson ·
2022: Kraft, Huber, Hörl, Fettner